# Nebulosa Tornado
La nebulosa Tornado —también llamada SNR G357.7-00.1, G 357.7-0.1, MSH 17-3-09 y AJG 68—, es un resto de supernova que se localiza en la constelación de Escorpio.
Su nombre procede de su inusual morfología alargada y axialmente simétrica.

## Morfología
La nebulosa Tornado consta de tres partes, que han recibido los nombres de «cabeza», «cola» y «ojo». La cabeza tiene, en  banda de radio, la apariencia de una concha o anillo, mientras que en rayos X —en imágenes de los observatorios Suzaku y Chandra— se asemeja a una mancha o un grumo difuso con una zona brillante al sur.
Además, existe una carcasa de radio filamentosa más grande extendida alrededor de la cabeza, con una cola alargada. Finalmente, el llamado ojo es una radiofuente compacta al oeste de la cabeza, pero es un núcleo aislado incrustado en una región H II que está delante de la nebulosa y, por tanto, sin ninguna relación con ella.
La extraña estructura de la nebulosa Tornado ha dado lugar a diversas interpretaciones, aunque desde el primer momento ya se pensó que la llamada cabeza era un resto de supernova. Sus propiedades en diferentes longitudes de onda efectivamente lo confirman, y han llevado a clasificarla como un resto de supernova de morfología mixta.
La cabeza de la nebulosa en banda de radio se ha atribuido a la interacción con una nube molecular, lo que viene corroborado por la presencia de varios máseres de OH.
El origen de la cola es menos claro, aunque se ha propuesto que puede deberse a la existencia de una binaria de rayos X incrustada en el resto de supernova, no muy diferente de W50 y el microcuásar SS433.

## Edad y distancia
La edad de la nebulosa Tornado es sumamente incierta. A partir de la estimación de la velocidad de su frente de choque —884 km/s—, se considera que su edad está en el rango de 2000 - 8000 años.
Por otra parte, asumiendo la velocidad de uno de los máseres detectados, se puede calcular la distancia a la que se encuentra este resto de supernova, aproximadamente 12 000 pársecs.